# Centralbron
Le Centralbron, est un pont majeur du centre de Stockholm en Suède. 

## Situation
Centralbron relie le quartier nord de Norrmalm au quartier sud de Södermalm.
À Gamla Stan, le pont passe à proximité immédiate de nombreux bâtiments historiques, comme l'église de Riddarholmen et Riddarhuset.
Long de 1 200 mètres, le pont est constitué de deux ponts enjambant Söderström et Riddarfjärden, près de Norrström avec une section surélevée intermédiaire traversant le canal de Riddarholm et le front de mer est adjacent de Riddarholmen.
Centralbron est longé par les ponts (Södra et Norra järnvägsbron) et le tunnel d'une ligne ferroviaire à deux voies empruntée par les trains de banlieue et de marchandises. 
Centralbron enjambe en partie le métro de Stockholm, inauguré sur ce tronçon en 1957 et planifié en même temps que le pont.
Le pont central a reçu son nom actuel en 1963. 
Le passage étroit entre Gamla Stan et Riddarholmen, où le trafic routier et ferroviaire est encombré, est communément appelé Getingmidjan signifiant « le cou de la guêpe ». 
Le Pont Central fait partie de l'axe nord-sud de Stockholm. 
Le pont est une route très fréquentée, empruntée par environ 130 000 véhicules par jour.

## Construction

### Pont du sud
Le pont devait en réalité être construit dans les années 1930, mais la Seconde Guerre mondiale retarda l'ensemble du projet et la construction ne commença qu'en 1950. 
Finalement, le pont sud fut inauguré le 16 juin 1959. 
La partie sud du pont est une continuation du tunnel Söderledstunneln et passe sur un viaduc au-dessus de Söder Mälarstrand, au-dessus de la rivière Söderström parallèlement au pont ferroviaire et au-delà de la place   Munkbron et au-dessus de la station de métro Gamla Stan. 
Le pont central continue ensuite vers le nord le long du canal Riddarholmskanalen et sous le pont Riddarholmsbron.
Le pont mesure 189 mètres de long, 21,8 mètres de large et a une portée maximale de 33,7 mètres.

### Pont du nord
La construction du pont Nord a commencé en 1961 et a été inaugurée le 3 septembre 1967.
La partie nord du pont s'étend à l'ouest de Strömsborg puis passe sur un viaduc au-dessus de Riddarfjärden et Klara Mälarstrand à Tegelbacken où il tourne à 90 degrés vers l'ouest au-dessus de la voie ferrée, puis rejoint le Klarastrandsleden.
Cette section de pont mesure 246 mètres de long et est construite en béton armé. 
Sa largeur est de 22,3 mètres. Le pont a été inauguré le 3 septembre 1967 dans le cadre du passage de la circulation à droite, en même temps que le Riddarbron temporaire était démoli.

## Galerie

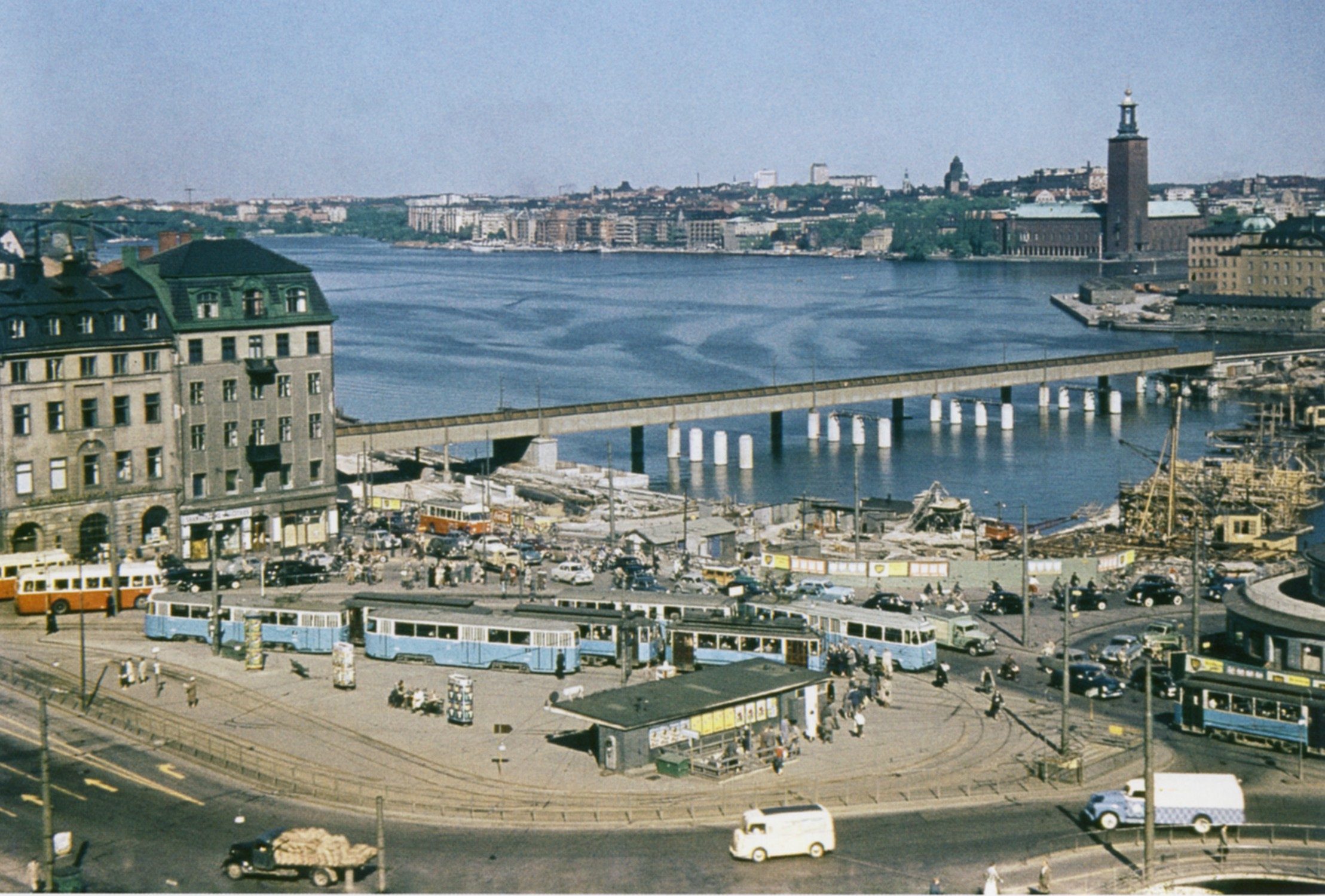
La partie sud du pont en construction en 1956
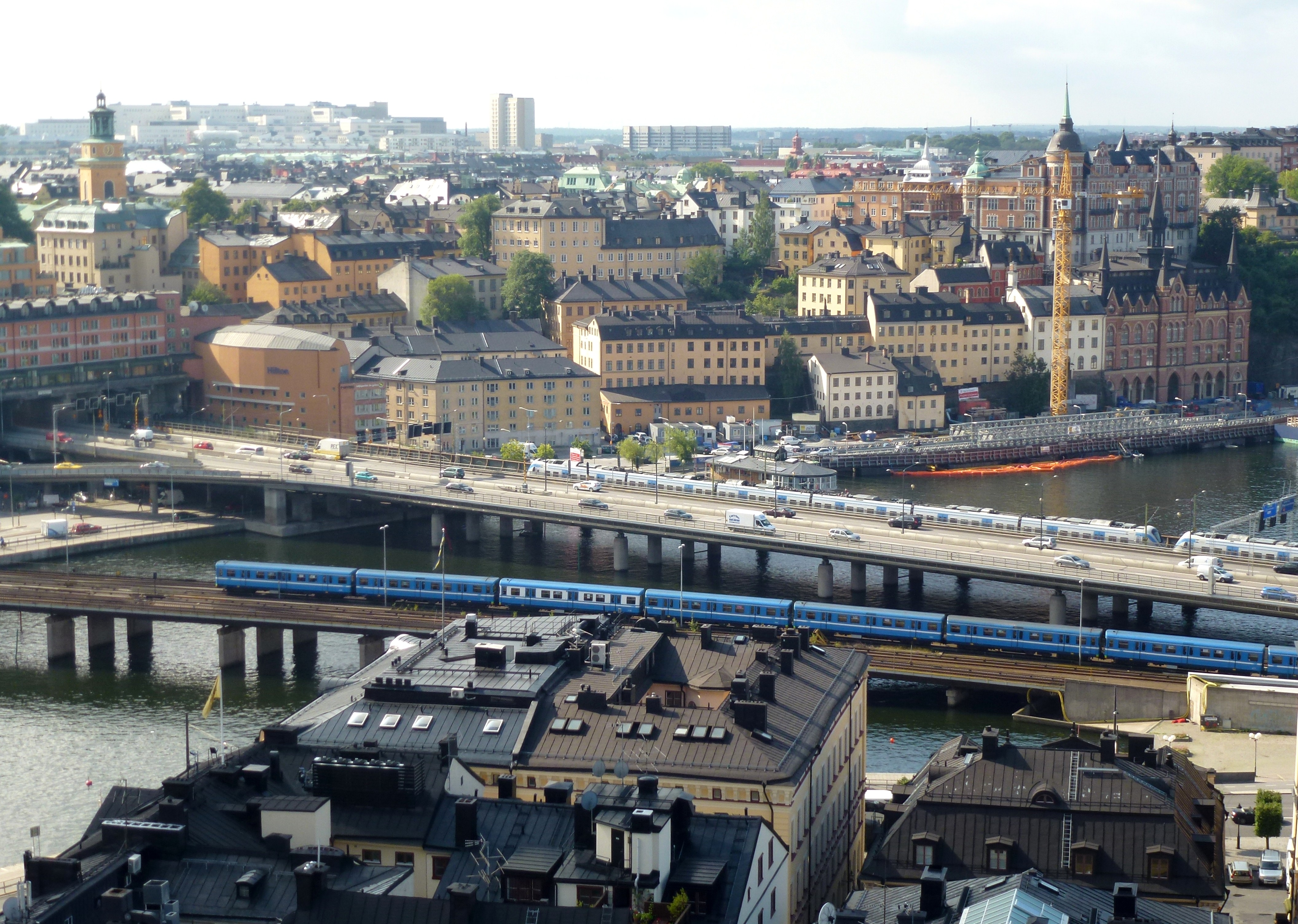
Centralbron et Söderströmsbron
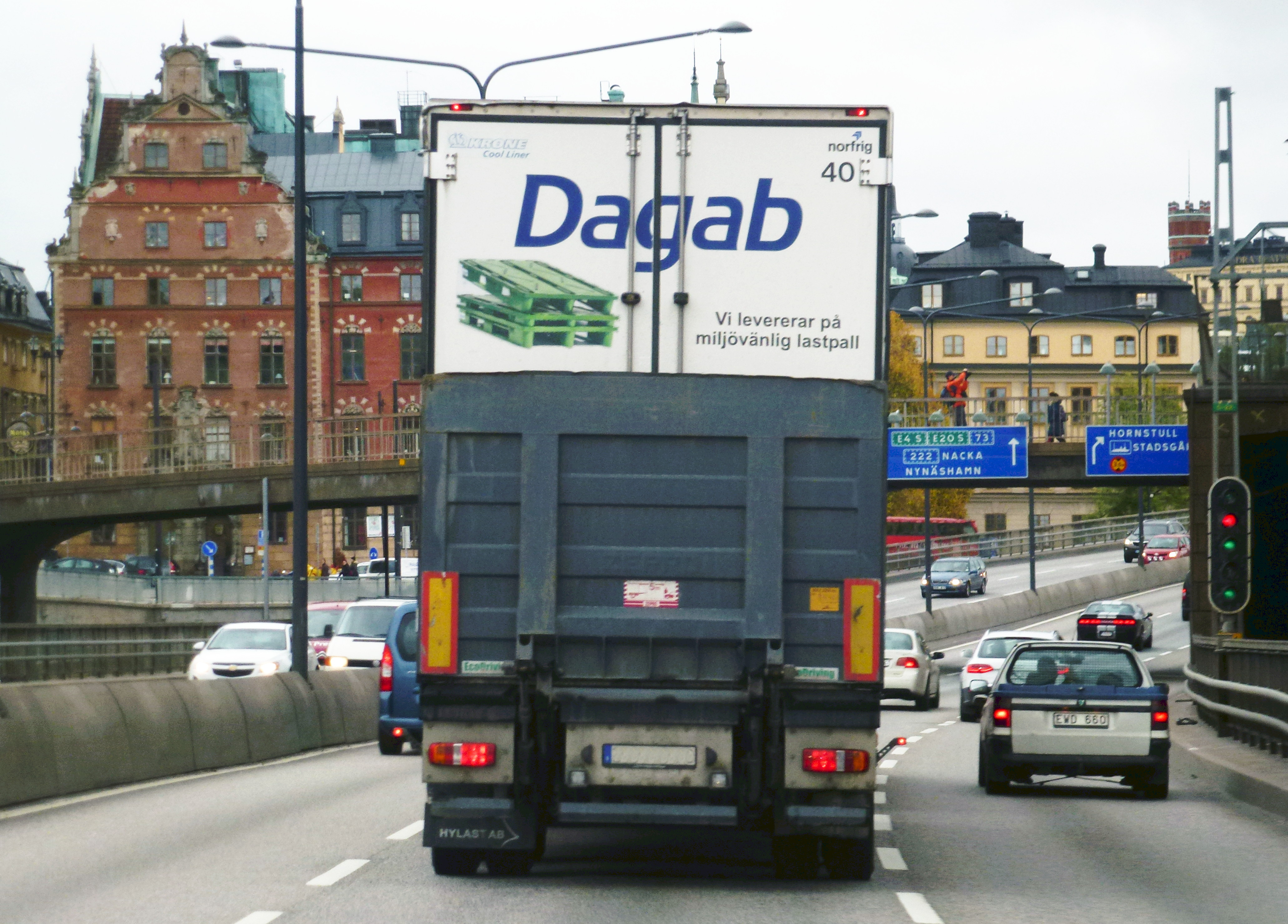
Sur le Centralbron vers le sud .
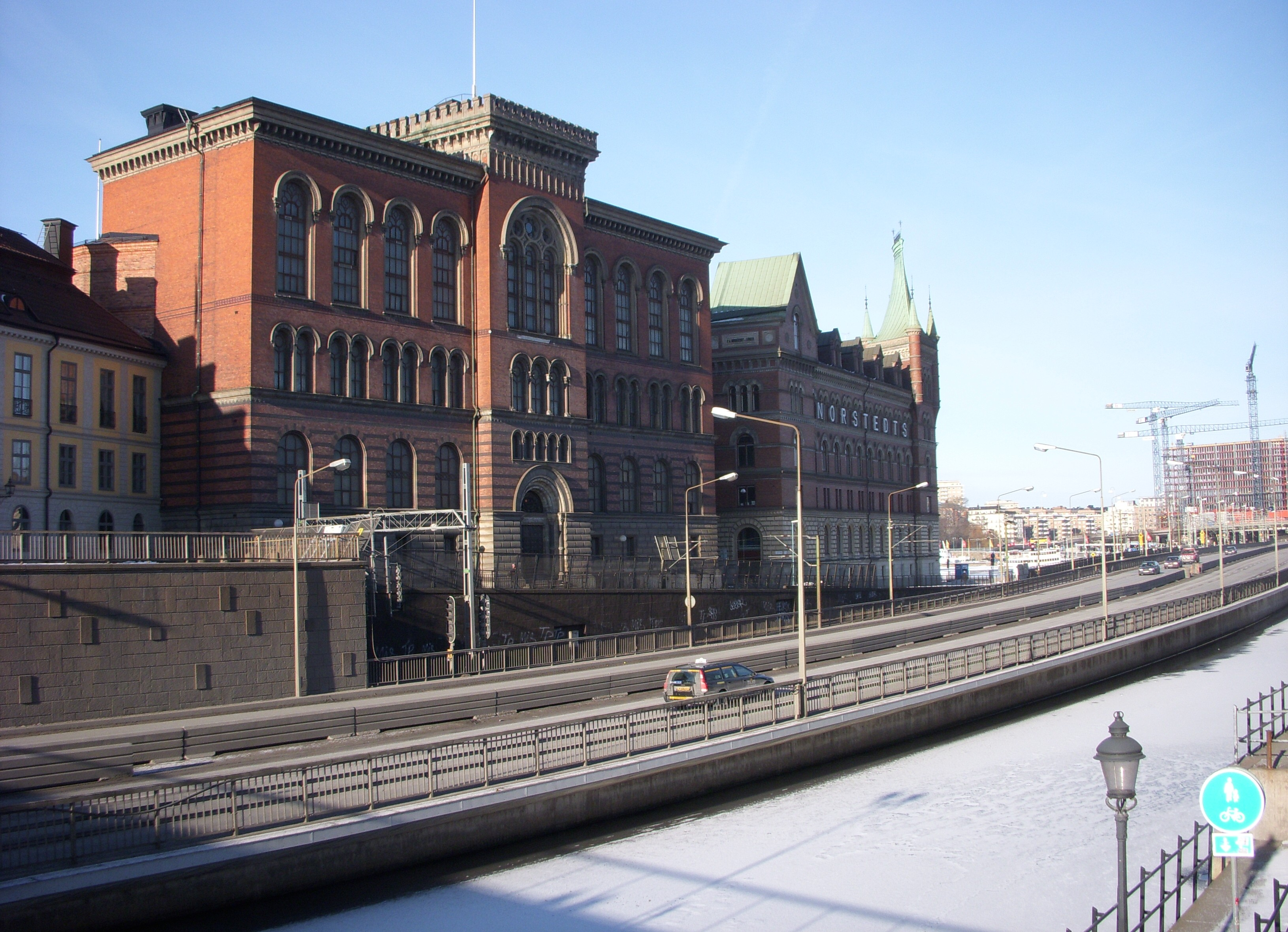
Centralbron et Riddarholmskanalen.

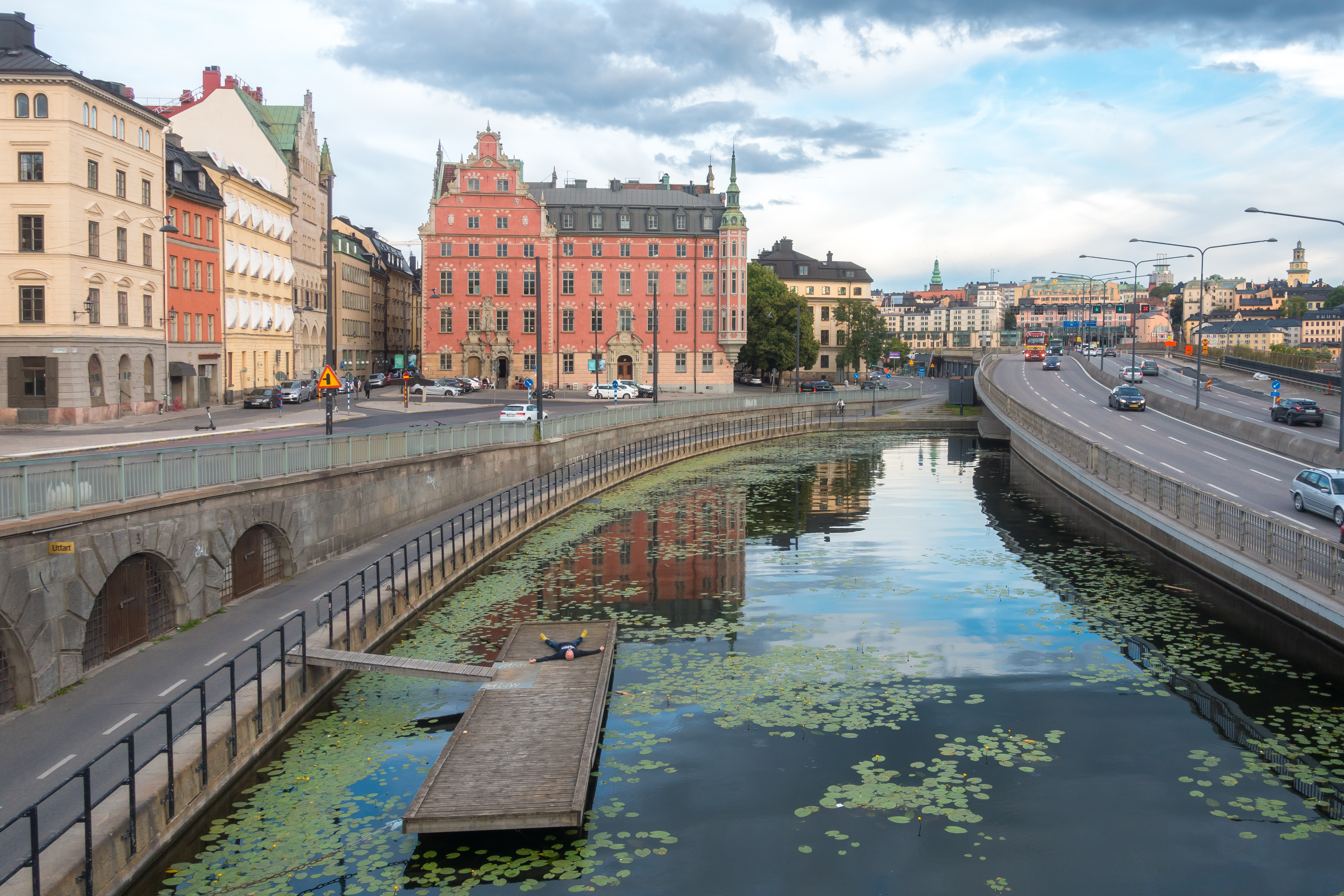
Le pont vu vers le sud au Riddarholmskanalen
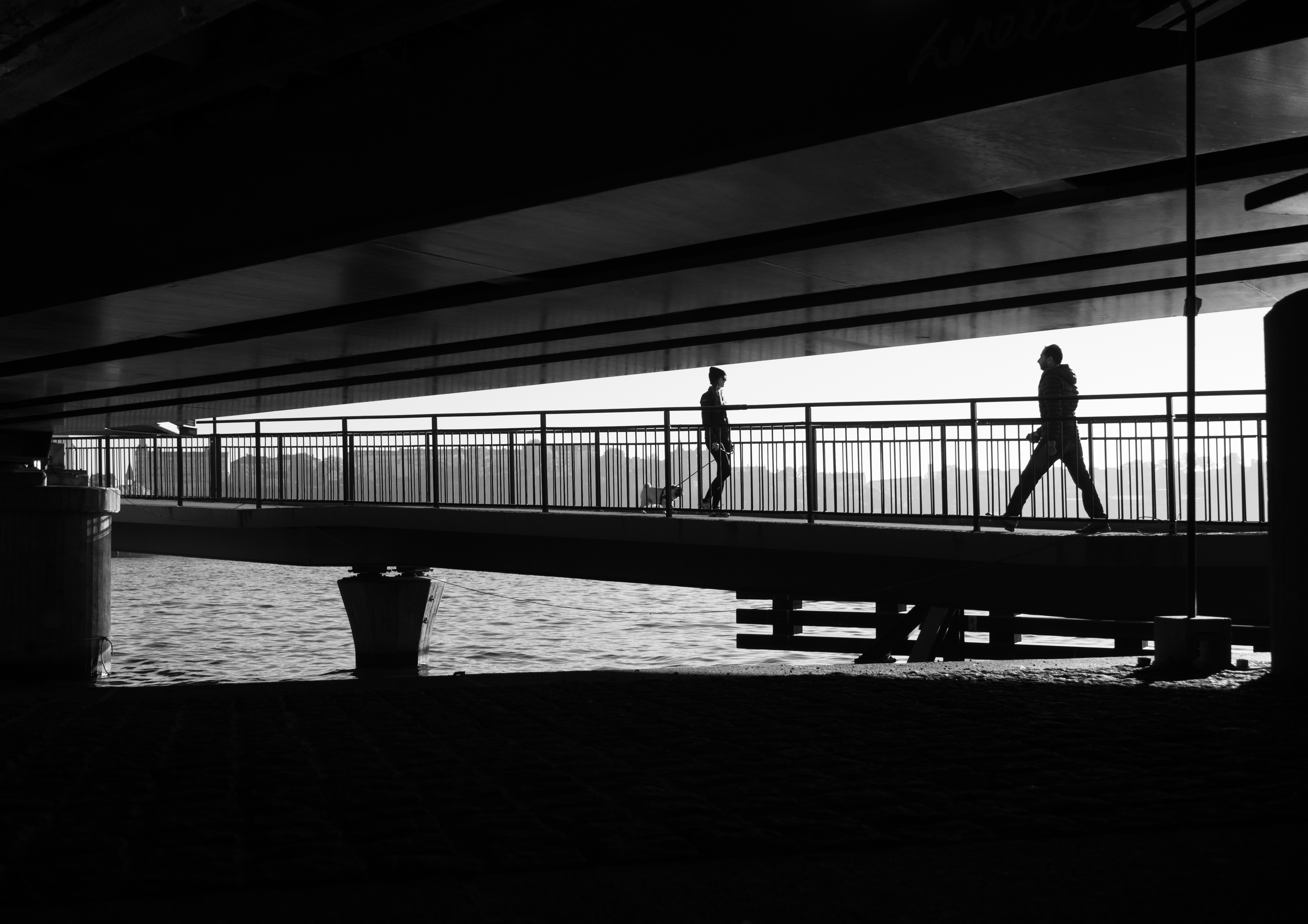
La passerelle de Centralbron vue depuis Klara Mälarstrand.
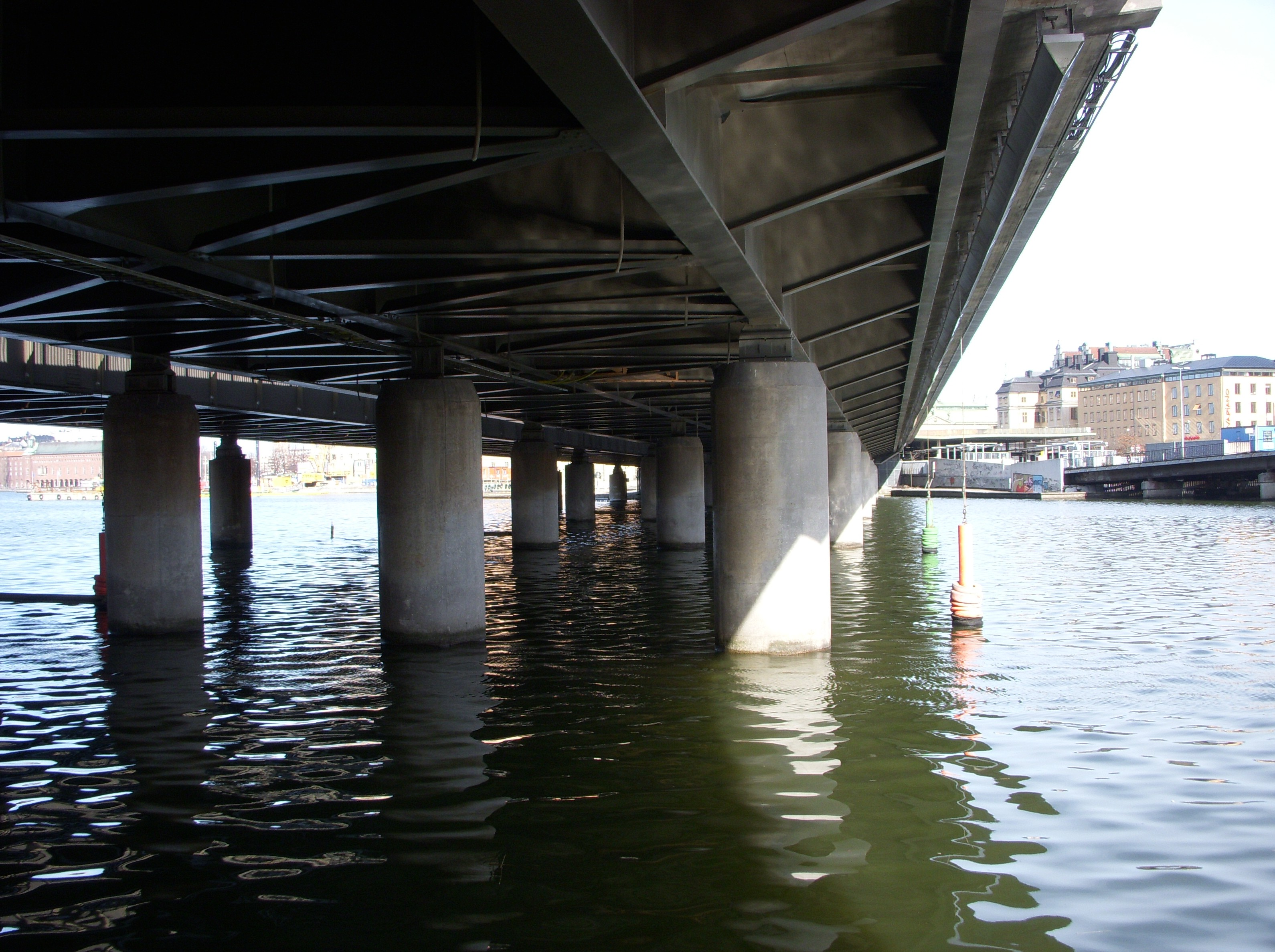
La construction en acier de la partie sud du pont, vue vers le nord.
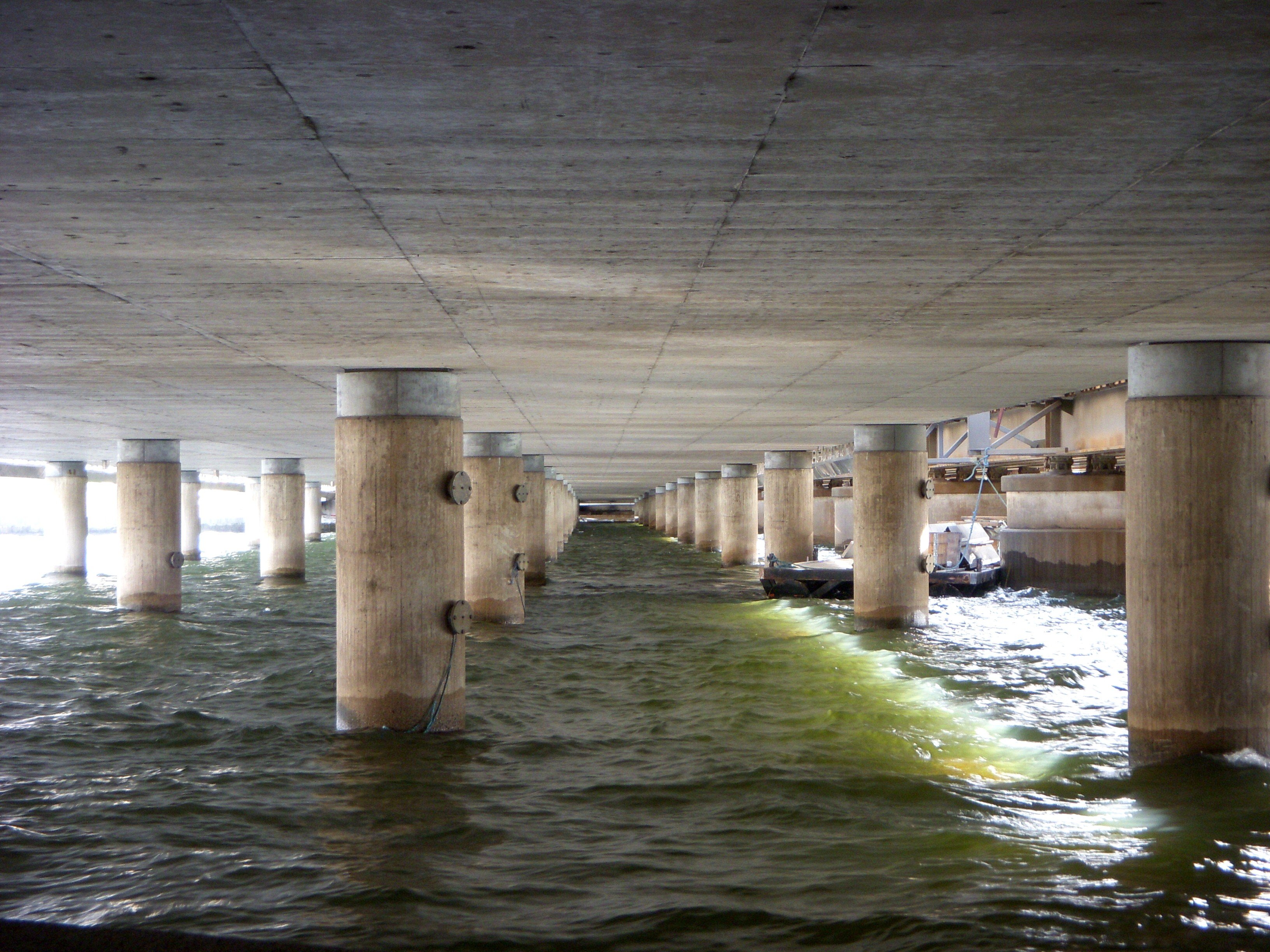
La construction en béton de la partie nord du pont, vue vers le sud..